# 신세화백화점
신세화백화점은 1992년부터 2006년까지 부산에 존재했던 백화점이다.

## 연혁
1992년 9월 1일 (주)세화쇼핑이 수영구(개점 당시 남구) 광안동에 신세화백화점 광안점을 개점하였고, 1996년 사하구 괴정동에
지하 3층, 지상 6층 규모로 괴정점을 잇따라 개점하였다.
하지만, 무리한 사업 확장으로 2001년 법정관리를 신청하였고, 2002년 법원으로부터 화의 인가를 받았다. 화의 개시 후에는 광안점을 세화마트로
리뉴얼 하여 운영하였으나, 2005년 서울 소재 유통컨설팅 업체인 세인트폴인베스트먼트가 자산인수 방식으로 인수, 세인트폴백화점으로 재 개장하였다.
2006년, 이랜드 계열의 뉴코아가 괴정점만 다시 인수하여, 뉴코아아울렛 괴정점으로 리뉴얼 하여 운영하고 있다.
광안점 자리에는 현재 서호병원이 개원하였다.